# غوستاف بارنز
غوستاف بارنز (بالإنجليزية: Gustave Barnes)‏ هو رسام أسترالي، ولد في 9 مايو 1877، وتوفي في 14 مارس 1921.